# Halowe Mistrzostwa Europy w Lekkoatletyce 1987 – skok o tyczce mężczyzn
Skok o tyczce mężczyzn – jedna z konkurencji technicznych rozgrywanych podczas halowych lekkoatletycznych mistrzostw Europy w  hali Stade couvert régional w Liévin. Rozegrano od razu finał 22 lutego 1987. Zwyciężył reprezentant Francji Thierry Vigneron, który zwyciężał w tej konkurencji w 1981 i 1984. Tytułu zdobytego na poprzednich mistrzostwach nie obronił Atanas Tyrew z Bułgarii, który zajął tym razem 7. miejsce.

## Rezultaty

### Finał
Wystąpiło 16 skoczków.

Opracowano na podstawie materiału źródłowego.
| Miejsce | Zawodnik          | Wynik | Uwagi |
| ------- | ----------------- | ----- | ----- |
| 1       | Thierry Vigneron  | 5,85  | =     |
| 2       | Ferenc Salbert    | 5,85  | =     |
| 3       | Marian Kolasa     | 5,80  |       |
| 4       | Philippe Collet   | 5,75  |       |
| 5       | Rodion Gataullin  | 5,60  |       |
| 6       | Nikołaj Nikołow   | 5,60  |       |
| 7       | Atanas Tyrew      | 5,60  |       |
| 8       | Asko Peltoniemi   | 5,50  |       |
| 9       | Stanimir Penczew  | 2,24  |       |
| 10      | Hermann Fehringer | 5,40  |       |
| 11      | Gianni Stecchi    | 5,40  |       |
| 12      | Miro Zalar        | 5,30  |       |
| 13      | Arto Peltoniemi   | 5,30  |       |
| 14      | Kimmo Pallonen    | 5,30  |       |
| 14      | Bernhard Zintl    | 5,30  |       |
| 16      | Javier García     | 5,30  |       |